# ATP World Tour Finals 2015
Les ATP World Tour Finals 2015, également appelés Masters 2015 dans le langage courant, sont la 46e édition du Masters de tennis masculin, qui réunit les huit meilleurs joueurs disponibles de la saison 2015 ATP en simple. Les huit meilleures équipes de double sont également réunies pour la 41e fois.
La compétition se déroule à l'O2 Arena de Londres.

## Primes et points
| Tour                             | Prime       | Points |
| -------------------------------- | ----------- | ------ |
| Cumul pour le vainqueur invaincu | 2 228 000 $ | 1 500  |
| Pour la victoire en finale       | 1 050 000 $ | + 500  |
| Pour la victoire en demi-finale  | 510 000 $   | + 400  |
| Pour chaque match de poule gagné | 167 000 $   | + 200  |
| Pour chaque participant          | 167 000 $   | –      |
| Pour chaque remplaçant           | 95 000 $    | –      |

| Tour                             | Prime     | Points |
| -------------------------------- | --------- | ------ |
| Cumul pour le vainqueur invaincu | 423 000 $ | 1 500  |
| Pour la victoire en finale       | 162 000 $ | + 500  |
| Pour la victoire en demi-finale  | 83 000 $  | + 400  |
| Pour chaque match de poule gagné | 32 000 $  | + 200  |
| Pour chaque participant          | 82 000 $  | –      |
| Pour chaque remplaçant           | 32 000 $  | –      |

## Faits marquants

### Avant le tournoi
- La paire Marcin Matkowski - Nenad Zimonjić s'est qualifiée sans avoir remporté de tournoi en 2015.
- David Ferrer est le seul joueur à ne pas avoir battu au moins 1 fois chaque participant. Il compte en effet 16 défaites face à Roger Federer.
- Tomáš Berdych est le seul joueur à n'avoir que des ratios négatifs contre les 7 autres participants.
- Rafael Nadal  est le seul joueur  à n'avoir que des ratios positifs contre les 7 autres participants.
- Tous les participants en simple ont déjà pris part au Masters et ont tous déjà dépassé le stade des poules. Par ailleurs, ils ont tous au moins atteint une finale en tournois du Grand Chelem.

### Pendant le tournoi
- Roger Federer et Novak Djokovic atteignent la finale en simple, comme lors de l'édition précédente. Ils se sont rencontrés durant la phase de poules et c'est le Suisse qui s'est imposé.
- Novak Djokovic remporte la finale pour la 4e fois d'affilée, ce qui constitue un record, pour empocher son 5e titre.
- En double, Jean-Julien Rojer et Horia Tecău s'imposent en finale et terminent la saison en tant que meilleure équipe, détronant les frères Bob et Mike Bryan qui avaient fini premiers lors des 6 années précédentes.

## Résultats en simple

### Participants
| Ordre de qualification | Classement ATP Race | Date de qualification | Meilleure performance | Joueur             | Résultat    |
| ---------------------- | ------------------- | --------------------- | --------------------- | ------------------ | ----------- |
| 1                      | 1                   | 4 juin 2015           | V (4)                 | Novak Djokovic     | V (4V, 1D)  |
| 2                      | 2                   | 15 août 2015          | DF (3)                | Andy Murray        | RR (1V, 2D) |
| 3                      | 3                   | 8 septembre 2015      | V (6)                 | Roger Federer      | F (4V, 1D)  |
| 4                      | 4                   | 10 septembre 2015     | DF (2)                | Stanislas Wawrinka | DF (2V, 2D) |
| 5                      | 5                   | 18 octobre 2015       | F (2)                 | Rafael Nadal       | DF (3V, 1D) |
| 6                      | 6                   | 18 octobre 2015       | DF (1)                | Tomáš Berdych      | RR (0V, 3D) |
| 7                      | 7                   | 31 octobre 2015       | F (1)                 | David Ferrer       | RR (0V, 3D) |
| 7                      | 8                   | 31 octobre 2015       | DF (1)                | Kei Nishikori      | RR (1V, 2D) |

### Remplaçants
| Classement ATP Race | Joueur          | Résultat |
| ------------------- | --------------- | -------- |
| 9                   | Richard Gasquet | -        |
| 11                  | John Isner      | -        |

### Confrontations avant le Masters
| Joueur             | ND    | AM    | RF    | SW   | RN    | TB   | KN  | DF   | Total V/D | % victoires |
| ------------------ | ----- | ----- | ----- | ---- | ----- | ---- | --- | ---- | --------- | ----------- |
| Novak Djokovic     |       | 21-9  | 21-21 | 19-4 | 22-23 | 20-2 | 4-2 | 16-5 | 123-66    | 65,1        |
| Andy Murray        | 9-21  |       | 11-14 | 8-6  | 6-15  | 7-6  | 5-1 | 11-6 | 57-69     | 45,2        |
| Roger Federer      | 21-21 | 14-11 |       | 17-3 | 11-23 | 14-6 | 3-2 | 16-0 | 96-66     | 59,3        |
| Stanislas Wawrinka | 4-19  | 6-8   | 3-17  |      | 3-13  | 11-5 | 3-1 | 6-7  | 36-70     | 34,0        |
| Rafael Nadal       | 23-22 | 15-6  | 23-11 | 13-3 |       | 19-4 | 7-1 | 23-6 | 123-53    | 69,9        |
| Tomáš Berdych      | 2-20  | 6-7   | 6-14  | 5-11 | 4-19  |      | 1-3 | 3-6  | 27-80     | 25,2        |
| Kei Nishikori      | 2-4   | 1-5   | 2-3   | 1-3  | 1-7   | 3-1  |     | 8-4  | 18-27     | 40,0        |
| David Ferrer       | 5-16  | 6-11  | 0-16  | 7-6  | 6-23  | 6-3  | 4-8 |      | 34-83     | 29,1        |

### Phase de poules

#### Groupe A -Stan Smith
- Novak Djokovic (no 1)
- Roger Federer (no 3)
- Tomáš Berdych (no 6)
- Kei Nishikori (no 8)

##### Résultats
| Horaire           | Vainqueur      | Vaincu         | Score         | Durée      |
| ----------------- | -------------- | -------------- | ------------- | ---------- |
| dim. 15 nov. 15 h | Novak Djokovic | Kei Nishikori  | 6-1, 6-1      | 1 h 5 min  |
| dim. 15 nov. 21 h | Roger Federer  | Tomáš Berdych  | 6-4, 6-2      | 1 h 9 min  |
| mar. 17 nov. 15 h | Kei Nishikori  | Tomáš Berdych  | 7-5, 3-6, 6-3 | 2 h 23 min |
| mar. 17 nov. 21 h | Roger Federer  | Novak Djokovic | 7-5, 6-2      | 1 h 17 min |
| jeu. 19 nov. 15 h | Roger Federer  | Kei Nishikori  | 7-5, 4-6, 6-4 | 2 h 10 min |
| jeu. 19 nov. 21 h | Novak Djokovic | Tomáš Berdych  | 6-3, 7-5      | 1 h 29 min |

##### Classement
| Rang poule | Classement ATP Race | Joueur         | Match(s) G-P | Set(s) G-P | Jeux G-P |
| ---------- | ------------------- | -------------- | ------------ | ---------- | -------- |
| 1          | 3                   | Roger Federer  | 3-0          | 6-1        | 42-28    |
| 2          | 1                   | Novak Djokovic | 2-1          | 4-2        | 32-23    |
| 3          | 8                   | Kei Nishikori  | 1-2          | 3-5        | 33-43    |
| 4          | 6                   | Tomáš Berdych  | 0-3          | 1-6        | 28-41    |

#### Groupe B -Ilie Năstase
- Andy Murray (no 2)
- Stanislas Wawrinka (no 4)
- Rafael Nadal (no 5)
- David Ferrer (no 7)

##### Résultats
| Horaire           | Vainqueur          | Vaincu             | Score          | Durée      |
| ----------------- | ------------------ | ------------------ | -------------- | ---------- |
| lun. 16 nov. 15 h | Andy Murray        | David Ferrer       | 6-4, 6-4       | 1 h 30 min |
| lun. 16 nov. 21 h | Rafael Nadal       | Stanislas Wawrinka | 6-3, 6-2       | 1 h 22 min |
| mer. 18 nov. 15 h | Rafael Nadal       | Andy Murray        | 6-4, 6-1       | 1 h 32 min |
| mer. 18 nov. 21 h | Stanislas Wawrinka | David Ferrer       | 7-5, 6-2       | 1 h 33 min |
| ven. 20 nov. 15 h | Rafael Nadal       | David Ferrer       | 62-7, 6-3, 6-4 | 2 h 37 min |
| ven. 20 nov. 21 h | Stanislas Wawrinka | Andy Murray        | 7-64, 6-4      | 1 h 54 min |

##### Classement
| Rang poule | Classement ATP Race | Joueur             | Match(s) G-P | Set(s) G-P | Jeux G-P |
| ---------- | ------------------- | ------------------ | ------------ | ---------- | -------- |
| 1          | 5                   | Rafael Nadal       | 3-0          | 6-1        | 42-24    |
| 2          | 4                   | Stanislas Wawrinka | 2-1          | 4-2        | 31-29    |
| 3          | 2                   | Andy Murray        | 1-2          | 2-4        | 27-33    |
| 4          | 7                   | David Ferrer       | 0-3          | 1-6        | 29-43    |

### Phase finale
|  |                    |              |            |            |               |              |            |                |            |        |        |        |
|  | 1/2 finale         | 1/2 finale   | 1/2 finale | 1/2 finale | 1/2 finale    |              |            | Finale         | Finale     | Finale | Finale | Finale |
|  | 21 nov. 21 h       | 21 nov. 21 h | 1 h 10 min | 1 h 10 min | 1 h 10 min    |              |            |                |            |        |        |        |
|  | 21 nov. 21 h       | 21 nov. 21 h | 1 h 10 min | 1 h 10 min | 1 h 10 min    |              |            |                |            |        |        |        |
|  | Roger Federer      | (3)          | 7          | 6          |               |              |            |                |            |        |        |        |
|  | Roger Federer      | (3)          | 7          | 6          | 22 nov. 19 h  | 22 nov. 19 h | 1 h 20 min | 1 h 20 min     | 1 h 20 min |        |        |        |
|  | Stanislas Wawrinka | (4)          | 5          | 3          | 22 nov. 19 h  | 22 nov. 19 h | 1 h 20 min | 1 h 20 min     | 1 h 20 min |        |        |        |
|  | Stanislas Wawrinka | (4)          | 5          | 3          | Roger Federer | (3)          | 3          | 4              |            |        |        |        |
|  | 21 nov. 15 h       | 21 nov. 15 h | 1 h 19 min | 1 h 19 min | 1 h 19 min    | (3)          | 3          | 4              |            |        |        |        |
|  | 21 nov. 15 h       | 21 nov. 15 h | 1 h 19 min | 1 h 19 min | 1 h 19 min    |              |            | Novak Djokovic | (1)        | 6      | 6      |        |
|  | Rafael Nadal       | (5)          | 3          | 3          |               |              |            | Novak Djokovic | (1)        | 6      | 6      |        |
|  | Rafael Nadal       | (5)          | 3          | 3          |               |              |            |                |            |        |        |        |
|  | Novak Djokovic     | (1)          | 6          | 6          |               |              |            |                |            |        |        |        |
|  | Novak Djokovic     | (1)          | 6          | 6          |               |              |            |                |            |        |        |        |

### Classement final
| Résultat        | Classement ATP Race | Joueur             | Match(s) G-P | Set(s) G-P | Jeux G-P | Points gagnés | Nouveau rang |
| --------------- | ------------------- | ------------------ | ------------ | ---------- | -------- | ------------- | ------------ |
| Vainqueur       | 1                   | Novak Djokovic     | 4-1          | 8-2        | 56-36    | 1300          | 1            |
| Finaliste       | 3                   | Roger Federer      | 4-1          | 8-3        | 62-48    | 1000          | 3            |
| Demi-finalistes | 5                   | Rafael Nadal       | 3-1          | 6-3        | 48-36    | 600           | 5            |
| Demi-finalistes | 4                   | Stanislas Wawrinka | 2-2          | 4-4        | 39-42    | 400           | 4            |
| Poule           | 8                   | Kei Nishikori      | 1-2          | 3-5        | 33-43    | 200           | 8            |
| Poule           | 2                   | Andy Murray        | 1-2          | 2-4        | 27-33    | 200           | 2            |
| Poule           | 6                   | Tomáš Berdych      | 0-3          | 1-6        | 28-41    | 0             | 6            |
| Poule           | 7                   | David Ferrer       | 0-3          | 1-6        | 29-43    | 0             | 7            |

## Résultats en double

### Participants
| Ordre de qualification | Classement ATP Race | Date de qualification | Meilleure performance | Équipe                              | Résultat    |
| ---------------------- | ------------------- | --------------------- | --------------------- | ----------------------------------- | ----------- |
| 1                      | 1                   | 17 août 2015          | V (4)                 | Bob Bryan Mike Bryan                | DF (2V, 2D) |
| 2                      | 2                   | 2 octobre 2015        | RR (3) RR (3)         | Jean-Julien Rojer Horia Tecău       | V (5V, 0D)  |
| 3                      | 3                   | 19 octobre 2015       | F (1) F (1)           | Ivan Dodig Marcelo Melo             | DF (2V, 2D) |
| 4                      | 4                   | 19 octobre 2015       | - -                   | Jamie Murray John Peers             | RR (1V, 2D) |
| 5                      | 5                   | 19 octobre 2015       | - -                   | Simone Bolelli Fabio Fognini        | RR (1V, 2D) |
| 6                      | 6                   | 19 octobre 2015       | - -                   | Pierre-Hugues Herbert Nicolas Mahut | RR (1V, 2D) |
| 7                      | 7                   | 26 octobre 2015       | F (1) V (2)           | Marcin Matkowski Nenad Zimonjić     | RR (0V, 3D) |
| 8                      | 8                   | 7 novembre 2015       | F (1) -               | Rohan Bopanna Florin Mergea         | F (3V, 2D)  |

### Remplaçants
| Classement ATP Race | Équipe                      | Résultat |
| ------------------- | --------------------------- | -------- |
| 9                   | Vasek Pospisil Jack Sock    | -        |
| 10                  | Alexander Peya Bruno Soares | -        |

### Confrontations avant le Masters
| Équipe                              | BB/MB | JJR/HT | ID/MM | JM/JP | SB/FF | PHH/NM | MM/NZ | RB/FM | % victoires |
| ----------------------------------- | ----- | ------ | ----- | ----- | ----- | ------ | ----- | ----- | ----------- |
| Bob Bryan Mike Bryan                |       | 4-0    | 6-3   | 3-2   | 3-0   | 0-0    | 2-0   | 2-1   | 77          |
| Jean-Julien Rojer Horia Tecău       | 0-4   |        | 0-1   | 3-1   | 0-2   | 0-1    | 1-1   | 3-0   | 41          |
| Ivan Dodig Marcelo Melo             | 3-6   | 1-0    |       | 1-2   | 1-2   | 0-1    | 1-1   | 2-1   | 41          |
| Jamie Murray John Peers             | 2-3   | 1-3    | 2-1   |       | 1-0   | 0-2    | 2-1   | 0-0   | 44          |
| Simone Bolelli Fabio Fognini        | 0-3   | 2-0    | 2-1   | 0-1   |       | 1-0    | 0-0   | 0-0   | 50          |
| Pierre-Hugues Herbert Nicolas Mahut | 0-0   | 1-0    | 1-0   | 2-0   | 0-1   |        | 1-1   | 0-1   | 63          |
| Marcin Matkowski Nenad Zimonjić     | 0-2   | 1-1    | 1-1   | 1-2   | 0-0   | 1-1    |       | 0-2   | 31          |
| Rohan Bopanna Florin Mergea         | 1-2   | 0-3    | 1-2   | 0-0   | 0-0   | 1-0    | 2-0   |       | 42          |

### Phase de poules

#### Groupe A -Ashe/Smith
- Bob Bryan
 Mike Bryan (no 1)
- Jamie Murray
 John Peers (no 4)
- Simone Bolelli
 Fabio Fognini (no 5)
- Rohan Bopanna
 Florin Mergea (no 8)

##### Résultats
| Horaire           | Vainqueurs                   | Vaincus                      | Score               | Durée      |
| ----------------- | ---------------------------- | ---------------------------- | ------------------- | ---------- |
| dim. 15 nov. 13 h | Jamie Murray John Peers      | Simone Bolelli Fabio Fognini | 7-65, 3-6, [11-9]   | 1 h 40 min |
| dim. 15 nov. 19 h | Rohan Bopanna Florin Mergea  | Bob Bryan Mike Bryan         | 6-4, 6-3            | 1 h        |
| mar. 17 nov. 13 h | Rohan Bopanna Florin Mergea  | Jamie Murray John Peers      | 6-3, 7-65           | 1 h 15 min |
| mar. 17 nov. 19 h | Bob Bryan Mike Bryan         | Simone Bolelli Fabio Fognini | 6-3, 6-2            | 55 min     |
| jeu. 19 nov. 13 h | Simone Bolelli Fabio Fognini | Rohan Bopanna Florin Mergea  | 6-4, 1-6, [10-5]    | 1 h 1 min  |
| jeu. 19 nov. 19 h | Bob Bryan Mike Bryan         | Jamie Murray John Peers      | 65-7, 7-65, [16-14] | 1 h 54 min |

##### Classement
| Rang poule | Classement ATP Race | Équipe                       | Match(s) G-P | Set(s) G-P | Jeux G-P |
| ---------- | ------------------- | ---------------------------- | ------------ | ---------- | -------- |
| 1          | 8                   | Rohan Bopanna Florin Mergea  | 2-1          | 5-2        | 35-24    |
| 2          | 1                   | Bob Bryan Mike Bryan         | 2-1          | 4-3        | 33-30    |
| 3          | 4                   | Jamie Murray John Peers      | 1-2          | 3-5        | 33-39    |
| 4          | 5                   | Simone Bolelli Fabio Fognini | 1-2          | 3-5        | 25-33    |

#### Groupe B -Fleming/McEnroe
- Jean-Julien Rojer
 Horia Tecău (no 2)
- Ivan Dodig
 Marcelo Melo (no 3)
- Pierre-Hugues Herbert 
 Nicolas Mahut (no 6)
- Marcin Matkowski
 Nenad Zimonjić (no 7)

##### Résultats
| Horaire           | Vainqueurs                          | Vaincus                             | Score            | Durée      |
| ----------------- | ----------------------------------- | ----------------------------------- | ---------------- | ---------- |
| lun. 16 nov. 13 h | Jean-Julien Rojer Horia Tecău       | Marcin Matkowski Nenad Zimonjić     | 6-2, 6-4         | 1 h 7 min  |
| lun. 16 nov. 19 h | Ivan Dodig Marcelo Melo             | Pierre-Hugues Herbert Nicolas Mahut | 3-6, 7-64 [10-7] | 1 h 30 min |
| mer. 18 nov. 13 h | Pierre-Hugues Herbert Nicolas Mahut | Marcin Matkowski Nenad Zimonjić     | 5-7, 6-3, [10-8] | 1 h 33 min |
| mer. 18 nov. 19 h | Jean-Julien Rojer Horia Tecău       | Ivan Dodig Marcelo Melo             | 6-4, 7-63        | 1 h 21 min |
| ven. 20 nov. 13 h | Ivan Dodig Marcelo Melo             | Marcin Matkowski Nenad Zimonjić     | 3-6, 7-5, [10-6] | 1 h 23 min |
| ven. 20 nov. 19 h | Jean-Julien Rojer Horia Tecău       | Pierre-Hugues Herbert Nicolas Mahut | 6-4, 7-5         | 1 h 23 min |

##### Classement
| Rang poule | Classement ATP Race | Équipe                              | Match(s) G-P | Set(s) G-P | Jeux G-P |
| ---------- | ------------------- | ----------------------------------- | ------------ | ---------- | -------- |
| 1          | 2                   | Jean-Julien Rojer Horia Tecău       | 3-0          | 6-0        | 38-25    |
| 2          | 3                   | Ivan Dodig Marcelo Melo             | 2-1          | 4-4        | 32-36    |
| 2          | 6                   | Pierre-Hugues Herbert Nicolas Mahut | 1-2          | 3-5        | 33-34    |
| 4          | 7                   | Marcin Matkowski Nenad Zimonjić     | 0-3          | 2-6        | 27-35    |

### Phase finale
|  |                               |              |            |            |                             |                 |     |                               |        |        |        |        |
|  | 1/2 finale                    | 1/2 finale   | 1/2 finale | 1/2 finale | 1/2 finale                  |                 |     | Finale                        | Finale | Finale | Finale | Finale |
|  | 21 nov. 13 h                  | 21 nov. 13 h | 59 min     | 59 min     | 59 min                      |                 |     |                               |        |        |        |        |
|  | 21 nov. 13 h                  | 21 nov. 13 h | 59 min     | 59 min     | 59 min                      |                 |     |                               |        |        |        |        |
|  | Rohan Bopanna Florin Mergea   | (8)          | 6          | 6          |                             |                 |     |                               |        |        |        |        |
|  | Rohan Bopanna Florin Mergea   | (8)          | 6          | 6          | 22 nov. 16 h 30             | 22 nov. 16 h 30 | 1 h | 1 h                           | 1 h    |        |        |        |
|  | Ivan Dodig Marcelo Melo       | (3)          | 4          | 2          | 22 nov. 16 h 30             | 22 nov. 16 h 30 | 1 h | 1 h                           | 1 h    |        |        |        |
|  | Ivan Dodig Marcelo Melo       | (3)          | 4          | 2          | Rohan Bopanna Florin Mergea | (8)             | 4   | 3                             |        |        |        |        |
|  | 21 nov. 19 h                  | 21 nov. 19 h | 1 h 6 min  | 1 h 6 min  | 1 h 6 min                   | (8)             | 4   | 3                             |        |        |        |        |
|  | 21 nov. 19 h                  | 21 nov. 19 h | 1 h 6 min  | 1 h 6 min  | 1 h 6 min                   |                 |     | Jean-Julien Rojer Horia Tecău | (2)    | 6      | 6      |        |
|  | Jean-Julien Rojer Horia Tecău | (2)          | 6          | 6          |                             |                 |     | Jean-Julien Rojer Horia Tecău | (2)    | 6      | 6      |        |
|  | Jean-Julien Rojer Horia Tecău | (2)          | 6          | 6          |                             |                 |     |                               |        |        |        |        |
|  | Bob Bryan Mike Bryan          | (1)          | 4          | 4          |                             |                 |     |                               |        |        |        |        |
|  | Bob Bryan Mike Bryan          | (1)          | 4          | 4          |                             |                 |     |                               |        |        |        |        |

### Classement final
| Résultat        | Classement ATP Race | Équipe                              | Match(s) G-P | Set(s) G-P | Jeux G-P | Points gagnés | Nouveau rang |
| --------------- | ------------------- | ----------------------------------- | ------------ | ---------- | -------- | ------------- | ------------ |
| Vainqueurs      | 2                   | Jean-Julien Rojer Horia Tecău       | 5-0          | 10-0       | 62-40    | 1500          | 1            |
| Finalistes      | 8                   | Rohan Bopanna Florin Mergea         | 3-2          | 7-4        | 54-42    | 800           | 7            |
| Demi-finalistes | 1                   | Bob Bryan Mike Bryan                | 2-2          | 4-5        | 41-42    | 400           | 2            |
| Demi-finalistes | 3                   | Ivan Dodig Marcelo Melo             | 2-2          | 4-6        | 38-48    | 400           | 3            |
| Poule           | 4                   | Jamie Murray John Peers             | 1-2          | 3-5        | 33-39    | 200           | 4            |
| Poule           | 6                   | Pierre-Hugues Herbert Nicolas Mahut | 1-2          | 3-5        | 33-34    | 200           | 6            |
| Poule           | 5                   | Simone Bolelli Fabio Fognini        | 1-2          | 3-5        | 25-33    | 200           | 5            |
| Poule           | 7                   | Marcin Matkowski Nenad Zimonjić     | 0-3          | 2-6        | 27-35    | 0             | 8            |